# 井口新次郎
井口 新次郎（いぐち しんじろう、1904年6月7日 - 1985年9月24日）は、和歌山県出身の野球選手。

## 経歴
旧制和歌山中学校（現、和歌山県立桐蔭高等学校）では投手兼遊撃手として1921年（大正10年）の第7回全国中学校野球大会で、中心選手として活躍し優勝に貢献。この大会で井口が記録した大会最多得点「16」は、2017年時点でも全国高等学校野球選手権大会に於ける一大会の個人最多得点記録として残っている。
1922年（大正11年）の第8回大会でも主将で4番エースとして全試合に登板し、全試合完投勝利して大会連覇を達成した。
1923年に早稲田大学へ進学し、1年生から卒業するまで不動の4番打者として活躍した。入学直後の1923年の春季リーグ戦、対明治大学3回戦で湯浅禎夫から満塁の場面で敬遠をされたと伝えられている。
卒業後は大阪毎日新聞社へ入社し、選抜高等学校野球大会の選考委員、日本高等学校野球連盟評議員、日本野球連盟理事、毎日新聞西部本社運動部長を歴任した。戦後創設された全日本軟式野球連盟の常任理事を35年、副会長を4年間務めている。
1985年9月24日に死去。81歳没。没後の1998年に野球殿堂（特別表彰）顕彰者となった。